# Иворовская башня
Иворовская башня (Иверская, Иворская, Звеноровская, Верженева, Верженова, Вержнева, Верзенова, Верзнева) — одна из несохранившихся до наших дней башен Смоленской крепостной стены.

## Местонахождение и внешний вид
Иворовская башня находилась в районе дома № 1 по нынешней улице Большой Краснофлотской, между Пятницкой башней и Пятницкими воротами. Представляла собой круглую глухую башню.

## История
Существует версия, что одно из своих названий — Верзнева — башня получила по имени смоленского городского головы Верзина, который за башней выкопал колодец для совершения водосвятий.
В 1706 году башня была крайней точкой, до которой по берегу Днепра были сооружены земляные укрепления. Под башней был оборудован земляной погреб. В 1782 либо в 1803 году она была разобрана из-за ветхости. Существуют сведения, что башня была восстановлена в 1815 году, однако это неверно, так как была восстановлена в этом году лишь соседняя с ней Пятницкая башня. Пролом на месте Иверовской башни являлся северной границей территории смоленского ремесленного училища.